# Вилья-Мадеро
Вилья-Эдуардо-Мадеро (исп. Villa Eduardo Madero), обычно коротко называемый Вилья-Мадеро (исп. Isidro Casanova) — город в Аргентине в провинции Буэнос-Айрес в муниципалитете Ла-Матанса.

## История
В начале XIX века землю в этих местах унаследовала Марта Рамос Мехия. Впоследствии она вышла замуж за Франсиско Бернабе Мадеро, который в 1880—1886 годах был вице-президентом Аргентины, и когда в 1908 году здесь была построена железнодорожная станция — она получила название в честь семейства Мадеро, а выросший вокруг неё населённый пункт стал называться Вилья-Мадеро.